# Kajdacsi József
Kajdacsi József (Tarnalelesz, 1859. november 1. – Eger, 1881. április 4.) újságíró

## Élete
Apja Leleszen volt tanító. 1871-1876 között a gimnázium öt osztályát Egerben végezte, de 1876-ban néhány igazolatlan óramulasztása miatt kirekesztették az iskolából. A 7. osztályból Miskolcon tett magánvizsgát. Azután Zsadányon volt nevelő. 1879-től az Eger című lapnál dolgozott ujdonságíróként. Elhagyatottsága miatt az élettel meghasonlott és agyonlőtte magát.

## Munkássága
- Költeményeket és elbeszéléseket írt a Rozsnyói Hiradóba (1878), az Egerbe (1879-1881), a Mátravidékbe (1880-1881) és a Regélő Themisbe (1880-1881)
- 1880 Bera czigány lánya. Eger 1880. december 16.
- 1881 Hervadt rózsák. Kajdacsy József megmaradt munkáiból. Kiadta Csillagh Mór. Eger.